# 傅超武
傅超武（1922年—1992年），男，山东昌邑人，中国电影导演、剧作家，上海电影制片厂导演，曾任中国电影家协会理事。